# Carpathica elisabethae
Carpathica elisabethae is een slakkensoort uit de familie van de Oxychilidae. De wetenschappelijke naam van de soort is voor het eerst geldig gepubliceerd in 1977 door Varga.